# Lionello Manfredonia
Lionello Manfredonia (født 27. november 1956 i Rom, Italien) er en italiensk tidligere fodboldspiller (forsvarer/midtbane).
Manfredonia spillede fire kampe for det italienske landshold. Han var en del af den italienske trup til VM 1978 i Argentina, men kom dog ikke på banen i turneringen, hvor italienerne endte på fjerdepladsen.
På klubplan repræsenterede Manfredonia begge de to store Rom-klubber, Lazio og Roma. Han havde desuden et ophold hos Juventus i Torino. Han vandt det italienske mesterskab med Juventus i 1986.